# 文尼察大屠殺

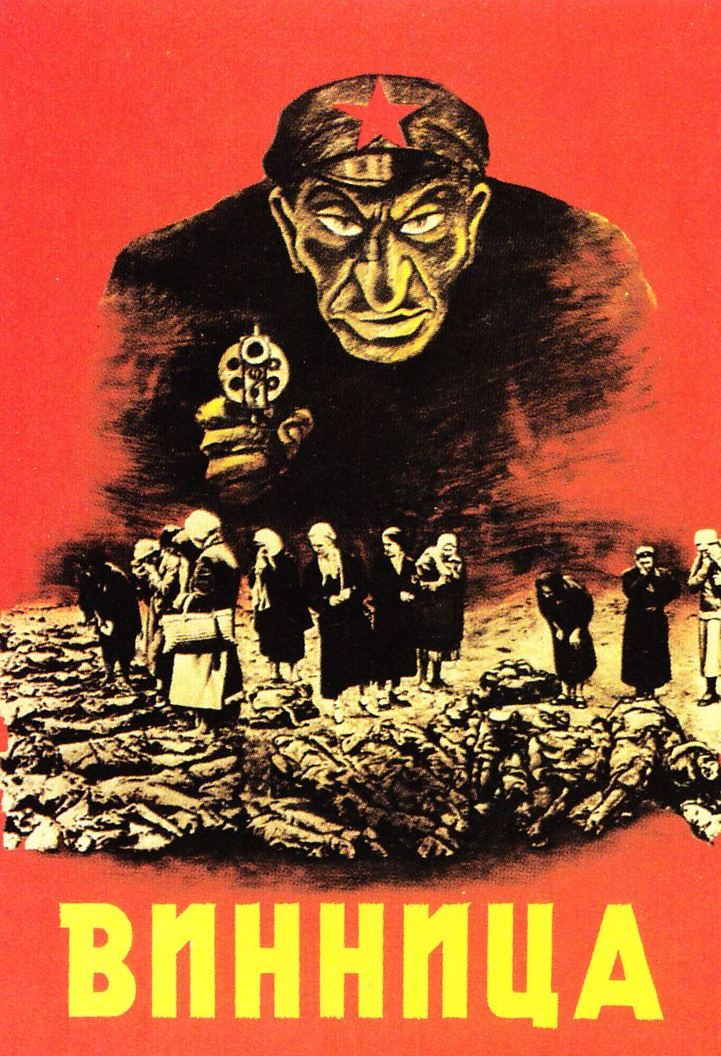
纳粹德国的一幅反苏的海報，上书文尼察，即指发生在苏联乌克兰的文尼察大屠杀

文尼察大屠殺是蘇聯內務人民委員會在1937年至1938年大清洗時期在烏克蘭文尼察進行的大規模處決，受害人數在9000至11000人之間。文尼察的萬人塚是1943年在烏克蘭總督轄區內發現的。國際卡廷委員會首次對該遺址進行調查，同時在卡廷森林發現了一起類似的波蘭戰俘大屠殺現場。因為纳粹德国利用這個共產主義恐怖行動的證據在國際上抨擊蘇聯，所以它成了烏克蘭现今研究前苏联大清洗的重要地點之一。

## 歷史

### 大屠殺
大多數葬於文尼察萬人塚的受害者都是用射入脖子後部的一枚0.22口徑的子彈殺死的。由於子彈口徑小，大多數遇難者被槍斃兩次，其中至少78人被槍斃過三次；在那裡發現的395名受害者除了有槍擊傷痕外，還有頭骨被打破的痕跡。幾乎所有遺體被挖掘的人都反綁著雙手。老年婦女穿著某種形式的衣服，而年輕的受害者被赤裸裸地埋葬。
處決是秘密進行的，家屬多不知道親人的命運。個人物品，文件和審判文件沒有被保存下來，而是被埋在距離集體墳墓不遠處的一個單獨的坑中。
后来，红十字国际委员会经过调查后认为，苏联应为大屠杀负责。

## 調查委員會
德國，烏克蘭和俄羅斯的醫生，例如哈雷-維滕貝格大學的格哈德·施拉德教授，文尼察的多羅申科和克拉斯諾達爾的馬林寧教授分別進行了第一次檢查。他们于1943年5月在三個不同的地點開始發掘：西部的果園，中央公墓和人民公園。在果園裡發現了大部分屍體（5,644具屍體）。總共在三個不同的地點發現了九十一個萬人塚，掘出了九萬四千三百二十個屍體；其中149人是女性。人民公園的挖掘工作還沒有結束，雖然還有更多的屍體被埋在那裡。
在施拉德教授團隊進行初步調查後，邀請了兩支醫療檢查員，一個國際組織，另一個由來自納粹德國不同大學的13位專家組成。來自歐洲十一個國家的國際解剖學和法醫病理專家委員會受邀。
國際委員會於1943年7月13日至7月15日訪問了人民的墳墓。德國委員會於1943年7月29日完成了報告。兩個委員會都確定，幾乎所有的受害者都是在1937年後期-1938年。四百六十六個屍體確定了是文尼察和周圍地區的人;其他202人是根據墳墓中發現的文件和證據確定的。大多數受害者被確定為烏克蘭人，但也有28人是波蘭人。

## 後期歷史
除了國際專家委員會之外，還有其他幾個國際代表團在1943年中期訪問了這些遺址。其中有來自保加利亞，丹麥，希臘，芬蘭和瑞典的政治家和其他官員。調查的照片和結果在歐洲許多國家發表，並被德國用於對蘇聯的宣傳戰。
大部分受害者的遺體後來在敖德薩市政府領導下重新安葬。許多東正教主教和其他外國教會成員也出席了這一儀式。
後來蘇聯當局把“納粹恐怖的受害者”紀念碑重新命名為斯大林主義的受害者紀念碑，最後徹底拆除，並建造一個娛樂公園。但在過去的十年裡，在公園的墓地建造了一個新的紀念碑， 它只是指“極權主義的受害者”。 在蘇聯時期，關於屠殺的消息被散佈在西方的烏克蘭僑民中。 文尼察大屠殺在1988年重新成為烏克蘭的一個重要話題。